# British Home Championship 1896/97
Die British Home Championship 1896/97 war die 14. Auflage des im Round-Robin-System ausgetragenen Fußballwettbewerbs zwischen den vier britischen Nationalmannschaften von England, Irland (ab 1950/51 Nordirland), Schottland und Wales.
| Pl. | Nationalmannschaft | Sp. | S | U | N | Tore    | Punkte |
| --- | ------------------ | --- | - | - | - | ------- | ------ |
| 1.  | Schottland         | 3   | 2 | 1 | 0 | 009:400 | 05:10  |
| 2.  | England            | 3   | 2 | 0 | 1 | 011:200 | 04:20  |
| 3.  | Irland             | 3   | 1 | 0 | 2 | 005:140 | 02:40  |
| 4.  | Wales              | 3   | 0 | 1 | 2 | 005:100 | 01:50  |

|                                               |   |            |           |
| 20. Februar 1897 in Nottingham (Trent Bridge) |   |            |           |
| England                                       | – | Irland     | 6:0 (3:0) |
| 6. März 1897 in Belfast (Solitude)            |   |            |           |
| Irland                                        | – | Wales      | 4:3 (1:3) |
| 20. März 1897 in Wrexham (Racecourse Ground)  |   |            |           |
| Wales                                         | – | Schottland | 2:2 (1:1) |
| 27. März 1897 in Glasgow (Ibrox Field)        |   |            |           |
| Schottland                                    | – | Irland     | 5:1 (4:0) |
| 29. März 1897 in Sheffield (Bramall Lane)     |   |            |           |
| England                                       | – | Wales      | 4:0 (2:0) |
| 3. April 1897 in London (Crystal Palace)      |   |            |           |
| England                                       | – | Schottland | 1:2 (1:1) |